# (1977) Shura
(1977) Shura (aussi nommé 1970 QY) est un astéroïde de la ceinture principale, découvert le 30 août 1970 par Tamara Smirnova à l'observatoire d'astrophysique de Crimée, en Ukraine.
Il a été nommé en hommage à Alexander Anatolevich Kosmodemiansky, surnommé Shura, déclaré héros de l'Union soviétique.